# Квінт Сервілій Цепіон (квестор)
Квінт Сервілій Цепіон (лат. Quintus Servilius Caepio) — римський квестор, брат Сервілії Цепіони, матері вбивці Юлія Цезаря Марка Юнія Брута.
У 72 до н. е. Квінт брав участь у придушенні повстання рабів під керівництвом Спартака.
Квінт усиновив сина Сервілії Марка Юнія Брута, який на його честь на деякий час прийняв ім'я Квінт Сервілій Цепіон Брут. Після смерті Квінта, Брут отримує все майно Цепіонів і стає батьком сімейства Сервіліїв Цепіонів. Ходили чутки, що Сервілія Цепіона причетна до цієї смерті й Цепіона отруїли за її намовою.